# 自由基钟
在化学中，自由基钟是一种化学反应机理实验，有助于间接方法确定自由基反应的动力学。自由基钟化合物本身以已知的速率发生反应，这为确定另一个反应的速率提供了校准。
许多有机反应机制涉及到无法直接识别的中间体，但可以从反应中捕获并推断出这些中间体。 当这些中间体是自由基时，它们的寿命可以从自由基钟实验推断出来。  另一种可能更直接的方法涉及通过闪光光解和脉冲辐射解来生成和分离中间体，但这种方法非常耗时并且需要昂贵的设备。通过自由基时钟的间接方法，人们仍然可以获得相对或绝对速率常数，而不需要超出所研究的反应通常所需的仪器或设备。 

## 理论与技术
自由基钟反应涉及具有已知速率常数的单分子自由基反应和具有未知速率常数的双分子自由基反应之间的竞争，以产生未重排和重排的产物。未重排自由基 U• 的重排继续形成具有已知速率常数 ( k r ) 的 R•（时钟反应）。这些自由基与捕获剂AB 反应，分别形成未重排和重排产物 UA 和 RA。 
{\displaystyle {\begin{array}{l}{\ce {U. + AB ->[k_R] {UA}+ B.}}\\{\bigg \downarrow }{k_{r}}\\{\ce {R. + AB -> {RA}+ B.}}\end{array}}}
两种产物的产率可以通过气相色谱（GC）或核磁共振（NMR）测定。根据捕获剂的浓度、自由基时钟的已知速率常数以及产物的比率，可以间接建立未知的速率常数。
如果U• 和R• 之间存在化学平衡，则重排产物占主导地位。 由于单分子重排反应是一级反应，而双分子捕获反应是二级反应（均不可逆），因此未知速率常数 ( k R ) 可以通过以下公式确定： 
{\displaystyle k_{R}={\frac {k_{r}[{\ce {UA}}]}{{\ce {[AB][RA]}}}}}

## 时钟速率
自由基钟反应背后的驱动力是它们的重新排列能力。 一些常见的自由基时钟是自由基环化、开环和 1,2-迁移。 两种流行的重排是 5-己烯基的环化和甲基环丙烷的开环： 
|  |
|  |

5-己烯基经历环化产生五元环，因为这在熵和焓上比六元环可能性更有利。  该反应的速率常数为2.3×10 5 s -1于 298 K. 
环丙基甲基自由基经历非常快速的开环重排，从而减轻环张力并且有利于热函。  该反应的速率常数为 8.6×10 7 s -1于 298 K. 
为了确定自由基反应的绝对速率常数，需要在一定时间范围内针对每组自由基（例如伯烷基）校准单分子时钟反应。 通过使用EPR 光谱，可以测量各种温度下单分子反应的绝对速率常数。  然后可以应用阿伦尼乌斯方程来计算进行自由基时钟反应的特定温度的速率常数。
当使用自由基钟来研究反应时，存在一个隐含的假设，即自由基时钟的重排速率与确定重排反应速率时的速率相同。对环丁基甲基和5-己烯基在多种溶剂中的重排反应的理论研究发现，它们的反应速率仅受溶剂性质的影响很小。 
可以通过连接到自由基时钟的取代基类型来调整自由基时钟的速率以增加或减少。在下图中，显示了自由基钟反应的速率，以及时钟上附加的各种取代基。 </link>
| </img> |      |           |
| X      | Y    | k (s -1 ) |
| 苯基   | 苯基 | 5x10 7    |
| 甲氧基 | H    | 1.4×10 5  |
| 甲氧基 | 氰基 | 2.5×10 8  |
| 氰基   | H    | 1.6×10 8  |

通过在自由基钟的一般类别及其上的特定取代基中进行选择，可以选择具有适合研究具有宽范围速率的反应的速率常数的自由基钟。反应速率范围为 10 -1至 10 12 M −1 s -1已使用自由基钟进行了研究。 

## 使用示例
自由基钟用于用萘钠还原烷基卤化物的反应烯酮、维蒂希重排、 二烷基汞化合物的还原消除反应、二环氧乙烷二羟基化和亲电氟化。 